# Robert Kosch
Robert Paul Theodor Kosch, né le 5 avril 1856 à Glatz, arrondissement de Glatz, mort le 22 décembre 1942 à Berlin, est un militaire de l'Empire allemand puis de la république de Weimar, commandant de l'Armée du Danube sur le front de l'Est pendant la Première Guerre mondiale et la guerre civile russe.

## Origines

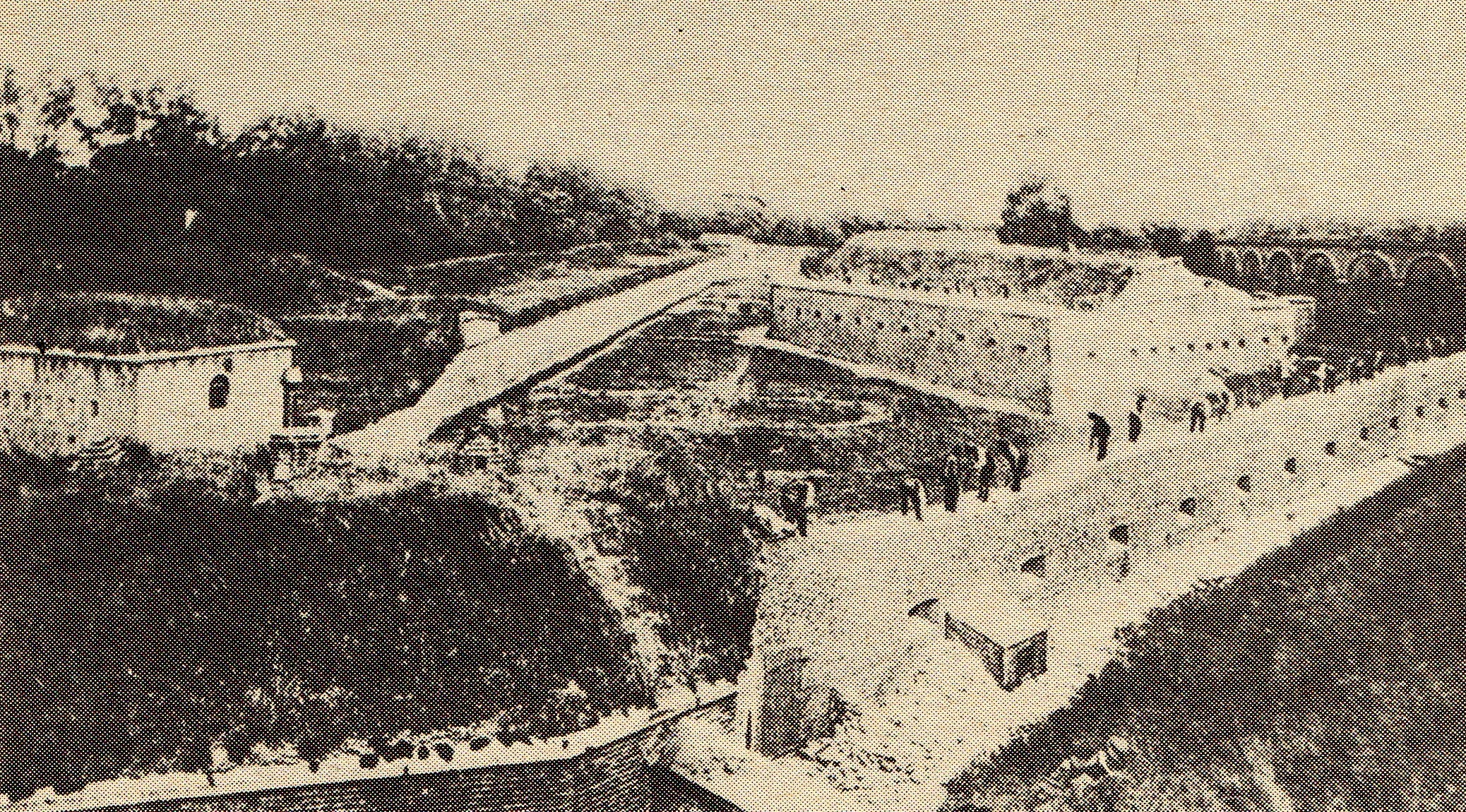
Bastion des fortifications de Posen, en démolition en 1909.

Robert Kosch, né dans la province de Silésie, est le plus jeune des 10 enfants de Hermann Kosch et de son épouse Agnes, née Heinrich. Il fait carrière dans l'armée impériale allemande où il est éduqué à l'école des cadets. Il en sort le 23 avril 1874 avec le grade de sous-lieutenant. Il sert dans le 51e régiment d'infanterie. De 1877 à 1880, il étudie à l'Académie de guerre de Prusse. Le 3 avril 1880, il épouse Gertrude Noeggerath dont il aura 3 filles. De 1881 à 1887, il est officier au 132e régiment d'infanterie (de) à Glatz avant d'être affecté au Grand État-Major général à Berlin. Il occupe ensuite différents postes.
Le 22 avril 1912, il est nommé lieutenant-général ; le 4 juin 1910, il reçoit le commandement de la 10e division d'infanterie à Posen (en polonais : Poznań), dans l'ancienne Posnanie polonaise annexée par la Prusse lors des partages de la Pologne.

## Première Guerre mondiale
Au début de la Première Guerre mondiale, la 10e division est engagée sur le front de l'Ouest. Au cours de la campagne de Belgique, comme d'autres gradés allemands, il recommande de décourager les actions de franc-tireurs par des mesures punitives contre les populations, destruction de maisons, prise d'otages, déportation vers l'Allemagne, afin d'inspirer aux habitants une « saine terreur ».
Le 9 octobre 1914, Kosch est envoyé sur le front de l'Est comme commandant du 1er corps d'armée à la frontière de la Lituanie russe. Il prend part à la seconde bataille des lacs de Mazurie (janvier-février 1915) qui lui vaut d'être décoré de l'ordre Pour le Mérite. Le 11 juin 1915, il est nommé commandant du 10e corps de réserve qui combat entre le Boug et le Dniestr. En octobre 1915, son corps, comprenant les 101e et 103e divisions d'infanterie, est envoyé sur le front des Balkans où il prend part à la conquête de la Serbie ; il est décoré de la croix Pour le Mérite avec feuilles de chêne.
À partir de février 1916, il prend part à la bataille de Verdun. Le 18 août 1916, il est élevé au grade de General der Infanterie. Le 28 août 1916, il est nommé à la tête du nouveau 52e corps « à affectation spéciale », rebaptisé « Armée du Danube », destiné à soutenir la Bulgarie dans la Première Guerre mondiale face au royaume de Roumanie qui vient d'entrer en guerre aux côtés de l'Entente. Le 52e corps est renforcé par des unités austro-hongroises, bulgares et une division du 6e corps ottoman

Kosch prend position sur la rive sud du Danube près de Svichtov, point de passage favorable déjà utilisé par l'armée russe pendant la guerre russo-turque de 1877-1878. Il a une solide expérience des franchissements de fleuves : les unités sous son commandement ont déjà traversé le Dniestr sur le front de l'Est, puis le Danube en octobre 1915 pendant la bataille de Belgrade. Il franchit le fleuve pendant la bataille de l'Argeș (novembre-décembre 1916) qui aboutit à la débâcle de l'armée roumaine. Les opérations se poursuivent sur le front roumain en 1917, l'armée roumaine ayant pu rétablir une ligne de défense en Moldavie avec le concours de l'armée russe.
Le 1er mai 1917, Kosch est nommé commandant par intérim de la 9e armée allemande avant de céder sa place à Johannes von Eben. Après la révolution d’Octobre (7-8 novembre 1917) et l'armistice de Focșani (9 décembre 1917), les Russes et les Roumains cessent le combat. En mars 1918, l'Armée du Danube reprend le nom de 52e corps et prend part à l'opération Faustschlag qui permet d'occuper la plus grande partie de l'Ukraine malgré des combats sporadiques contre l'Armée rouge bolchevike et les troupes de l'ataman ukrainien Nikifor Grigoriev. Le 1er mai 1918, Kosch est nommé commandant des troupes d'occupation en Tauride et Crimée.

## Dernières années

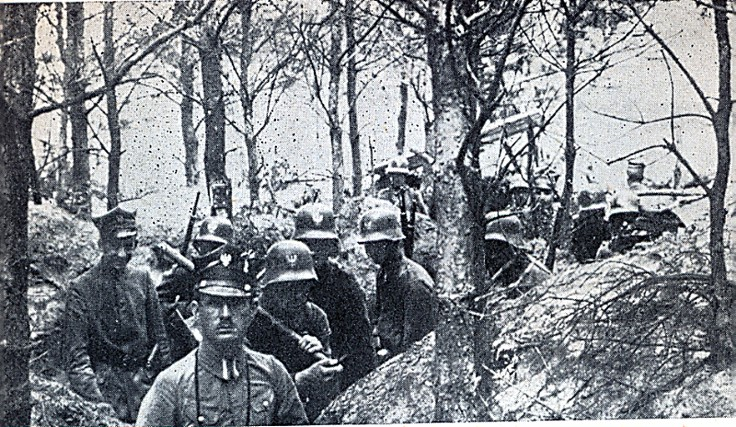
Insurgés polonais de Posnanie (équipés du casque d'acier allemand) en janvier 1919.

Après l'armistice du 11 novembre 1918, l'Allemagne doit retirer ses troupes des pays occupés et les ramener en Allemagne pour démobilisation. Kosch est nommé commandant de la Garde-frontière Est, corps destiné à défendre la nouvelle frontière entre l'Allemagne et la Pologne après la proclamation d'indépendance de la République polonaise et l'insurrection des Polonais de Posnanie.
Kosch prend sa retraite le 10 janvier 1919. Il finit sa vie dans le quartier de Berlin-Halensee où il meurt le 22 décembre 1942. Il est enterré au Cimetière des Invalides de Berlin. L'emplacement de sa tombe est perdu.

## Sources et bibliographie
- (de) Cet article est partiellement ou en totalité issu de l’article de Wikipédia en allemand intitulé « Robert Kosch » (voir la liste des auteurs) dans sa version du 12 novembre 2018.
- Hanns Möller-Witten: Geschichte der Ritter des Ordens „pour le mérite“ im Weltkrieg. Band 1: A–L. Verlag Bernard & Graefe. Berlin 1935, p. 607–609.
- Karl-Friedrich Hildebrand, Christian Zweng: Die Ritter des Ordens Pour le Mérite des I. Weltkriegs. Band 2: H–O. Biblio Verlag. Bissendorf 2003.  (ISBN 3-7648-2516-2), p. 254–256.